# Орксин
Орксин (IV век до н. э.) — македонский сатрап Персиды.
Орксин принадлежал к боковой ветви царского рода Ахеменидов. Во время битвы при Гавгамелах он руководил отрядами персов, мардов и согдийцев. После поражения Орксин, по примеру других знатных персов, перешёл на службу к Александру Македонскому.
Во время пребывания македонского царя в Индии Орксин самовольно захватил власть в Персиде. По возвращении Александра он оправдывал свои действия желанием сохранить порядок в сатрапии, «пока нет другого правителя». Однако Александр решил казнить Орксина по обвинению в злоупотреблениях властью. Согласно античным историкам, Александр был особо возмущён разграблением гробницы Кира Великого.

## Биография
Орксин принадлежал к высшей персидской аристократии и возводил свой род к Киру Великому (что делало его представителем царской династии Ахеменидов) и одному из заговорщиков, которые привели к власти Дария I. Квинт Курций Руф подчёркивал богатство Орксина, которое «им было унаследовано от предков, а затем приумножено».
Во время битвы при Гавгамелах в 331 году до н. э. отряды персов с мардами и согдийцами находились под началом Ариобарзана и Оронтобата. Общее же командование ими осуществлял Орксин.

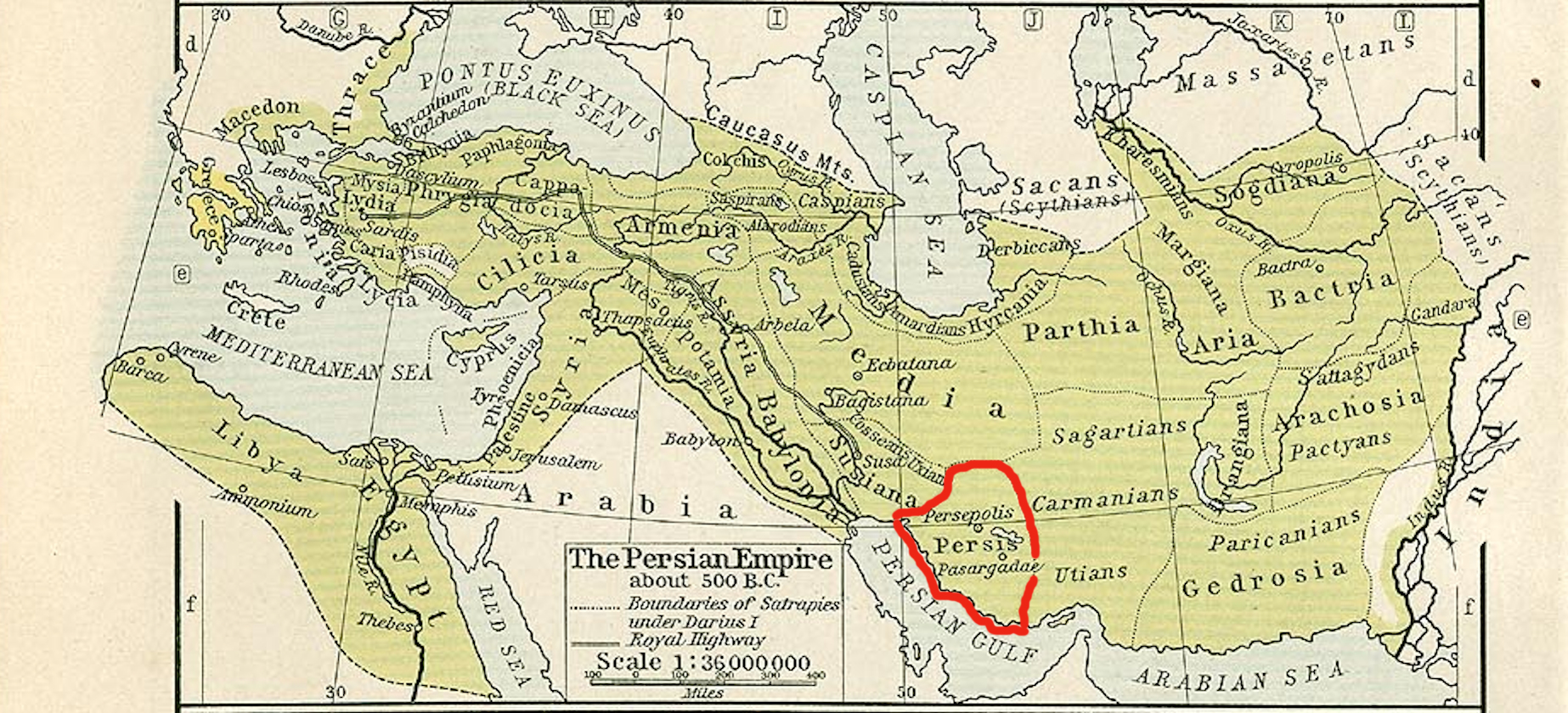
Карта деления империи Ахеменидов на сатрапии. Персида обведена красным

Впоследствии Орксин, как и некоторые другие персидские сатрапы, перешёл на сторону Александра Македонского. Во время Индийского похода Александра умер Фрасаорт, ранее назначенный македонским царем сатрапом Персиды. Орксин решил принять на себя управление областью. Арриан при описании смены власти утверждал: «Он [Орксин] не был поставлен Александром, но не счëл недостойным для себя делом сохранить Александру Персию в порядке, пока нет другого правителя». Данная версия восходила к оправдательным речам Орксина перед македонским царём. Возможно, это свидетельствует, что приход к власти в Персиде нового правителя прошёл небескровно, сопровождался казнями и грабежами.

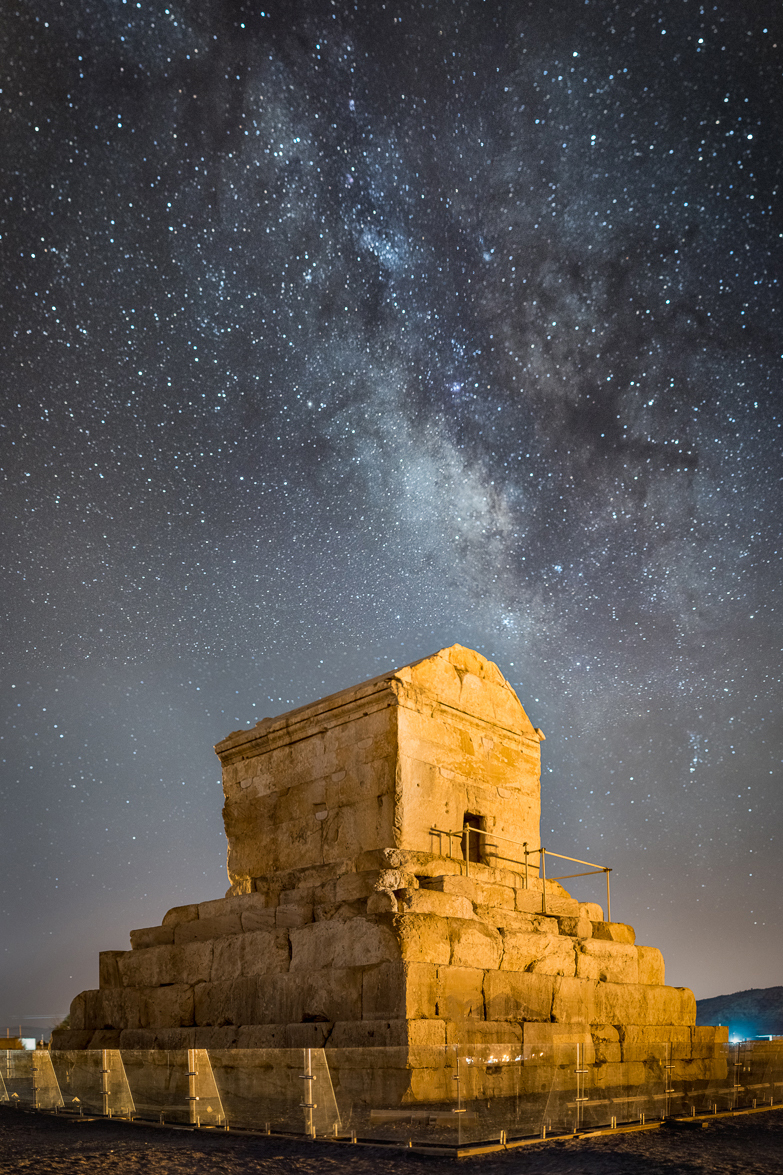
Гробница Кира. Современный вид

Вернувшись в 324 году до н. э. из Индии, Александр обнаружил, что многие наместники за время его долгого отсутствия допускали различные злоупотребления в управлении вверенными им владениями. Согласно сообщению Арриана, многочисленные свидетели «уличили [Орксина] в том, что он грабил храмы и царские гробницы и несправедливо казнил многих персов». Особо тягостное впечатление на македонского царя произвел факт разграбления в Пасаргадах гробницы Кира Великого, которого Александр очень почитал. По его приказу Орксин был повешен.
Однако по сведениям Квинта Курция Руфа, виновником падения Орксина был евнух Багой, близкий Александру. При встрече царя Орксин организовал пышную встречу с роскошными дарами. Богатые подарки были также розданы его приближённым. Относительно же Багоя, не получившего ничего, Орксин заявил, что «он угождает друзьям Александра, а не его любовникам, и что не в обычае персов почитать мужчин, пороком уподобившихся женщинам». Оскорблённый Багой решил отомстить и подговорил некоторых царедворцев поддержать ложные обвинения в адрес сатрапа Персиды в измене и корыстолюбии, а также в разграблении гробницы Кира. Ничего не подозревающий Орксин был заключён в оковы, а затем евнух собственноручно его убил. Квинт Курций Руф приводит слова Орксина перед смертью: «Слыхал я, что когда-то Азией управляли женщины, но что ею управляет кастрат — это неслыханное дело».
Правителем Персиды стал царский телохранитель-соматофилак Певкест, который спас Александра от неминуемой гибели во время штурма города маллов.

## Оценки
Ф. Шахермайр отмечал, что действия Орксина на посту сатрапа по сути ничем не отличались от поведения других назначенцев Александра. Однако в отличие от македонян, которые были завоевателями, Орксин принадлежал к местной аристократии, что не мешало ему грабить отеческие святыни и казнить земляков.
И. Ш. Шифман считал, что в античных источниках нашла отображение борьба за власть в Персиде за спиной македонского царя. Пока Александр был в Индии, Орксин сломил сопротивление и занял пост сатрапа без согласия Александра. Этот факт, как и родство Орксина с прежними персидскими царями, могли показаться Александру, как минимум, опасными. На этом фоне враги самоназначенного сатрапа Персиды при царском дворе взяли вверх и, когда в Персиду прибыло основное македонское войско, Орксина казнили. По мнению историка, обвинения в разграблении храмов и несправедливых репрессиях выглядят стандартно и представляют официальную версию обоснования казни неугодного сатрапа.
Историю с Орксином Г. А. Кошеленко и В. А. Гаибов трактовали в качестве примера системного кризиса, с которым столкнулись македоняне при создании империи. В новом государстве стали появляться местные правители, которые вели себя нелояльно к центральной власти. Несмотря на свою неблагонадёжность Орксин, по мнению Ф. С. Сосенкова, был эффективным администратором. Его казнь стала одним из эпизодов жестоких мер Александра после возвращения из Индийского похода, направленных на сохранение единства государства.

## В литературе
Орксин упоминается в исторических романах об Александре Македонском «В глуби веков» Л. Ф. Воронковой и «Персидский мальчик» М. Рено.